# Jessica Hagedorn

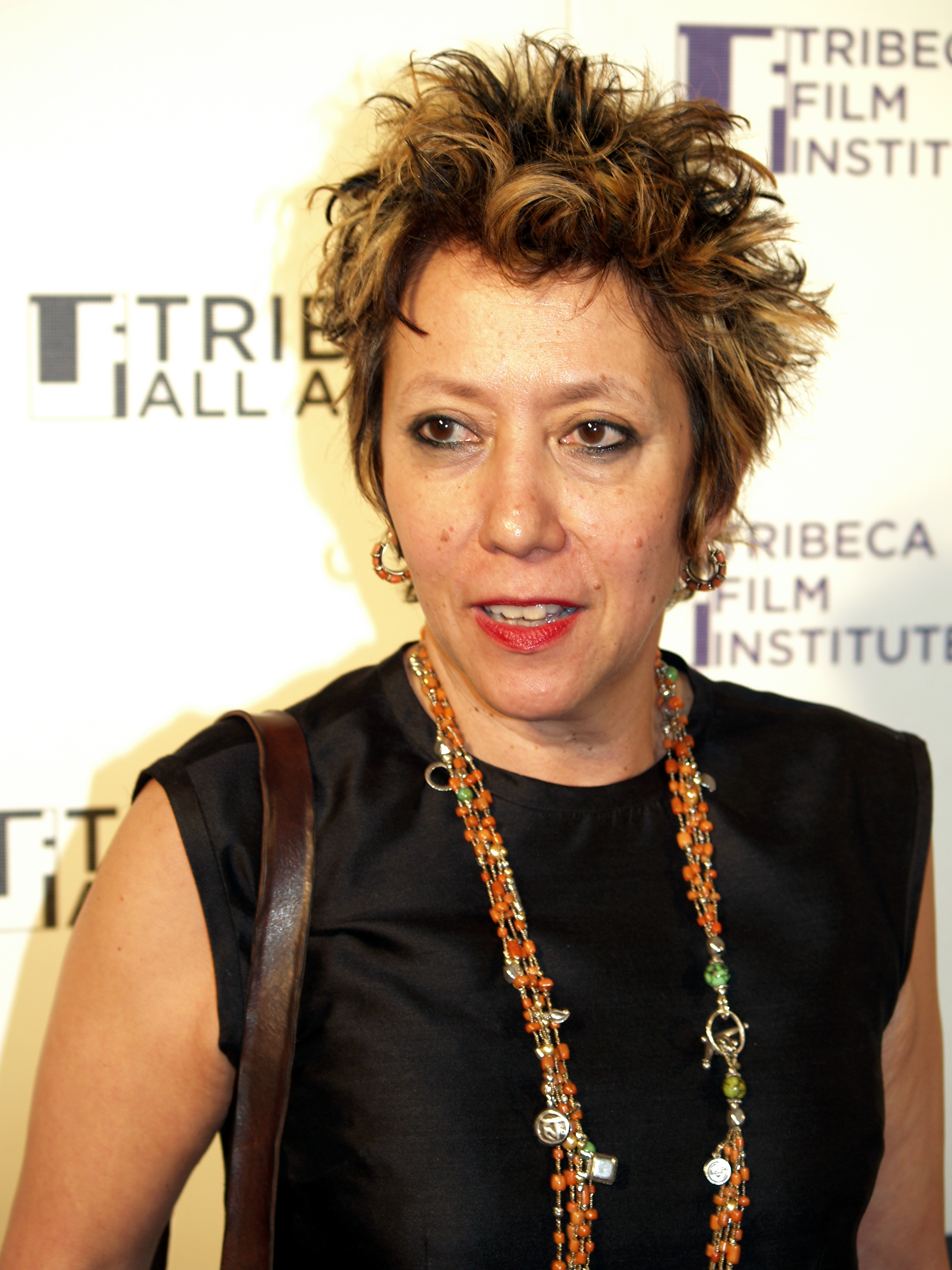
Jessica Hagedorn in 2008

Jessica Hagedorn (Manilla, 1949) is een Filipijns-Amerikaanse dichter en schrijver.

## Biografie
Jesica Hagedorn werd geboren in 1949 in de Filipijnse hoofdstad Manilla. Haar moeder was van Schots-Iers-Frans-Filipijnse afkomst en haar vader was een Filipino met Chinese roots. Hoewel ze met haar familie op 14-jarige leeftijd emigreerde naar San Francisco in de Verenigde Staten en haar multi-culturele achtergrond voelt ze nog zich sterk verbonden met de Filipijnen. In San Francisco volgde ze een opleiding aan het American Conservatory Theater. Ze schreef in eerste instantie met name gedichten. Haar eerste bundel Chiquita Banana kwam uit in 1972. In 1973 bracht Kenneth Rexroth een bundel uit met gedichten van Hagedorn, en drie andere jonge dichteressen, uit onder de naam Four Young Women. Ook werden gedichten van haar hand opgenomen in Mountain Moving Day (1973), Third World Women (1973) en Time to Greez! (1975). In 1975 bracht ze met Dangerous Music (1975) haar eerste eigen bundel met gedichten en fictie uit.
In 1978 verhuisde ze naar New York, waar ze zich voornamelijk concentreerde op musiceren en het schrijven van toneelstukken. In 1978 schreef ze haar eerste toneelstuk, Mango Tango. Dit stuk werd geproduceerd door de Amerikaanse toneelproducent Joseph Papp. Nadien volgenden nog Tenement Lover (1981), Holy Food (1988) en Teenytown (1990). Hagedorn maakte in haar toneelstukken gebruiken van een unieke mix van uitingen. Een voorbeeld daarvan is Tenement Lover, een stuk over een immigrant die de Amerikaanse cultuur maar gek vindt. Aan de hand van beelden, brieven, dromen, gedichten en verhalen komt de immigrant uiteindelijk tot een beter begrip.
Naast de toneelstukken schreef Hagedorn ook Pet Food and Tropical Apparitions (1981), een novelle met daarin opgenomen een surrealistisch vignet en zeven gedichten. Ze won er in 1983 een American Book Award mee en verzekerde zich bovendien van een Macdowell Colony Fellowship in 1985 en 1986. In 1989 kreeg ze deze beurs nogmaals toegekend. Door deze beurzen kon ze zich concentreren op het boek dat ze al enkele jaren in gedachten had. In 1990 kwam deze roman over de Filipijnen, met de controversiële titel Dogeaters, uit. Het werd haar bekendste roman. Ze won er National Book Award-nominatie en een American Book Award mee.

## Werk
- Chiquita Banana (1972)
- Dangerous Music (1975)
- Mango Tango (1977)
- Pet Food and Tropical Apparitions (1981)
- Dogeaters (1990)
- Danger and Beauty (1993)
- The Open Boat: Poems From Asian America (1993)
- Charlie Chan is Dead: An Anthology of Contemporary Asian American Fiction (redacteur) (1993)
- The Gangster of Love (1996)
- Burning Heart: A Portrait of the Phillipines (with Marissa Roth) (1999)
- Music for Gangsters and (Other) Chameleons Stars Don't Stand Still in the Sky: Music and Myth (1999)